# Bubble (película)
Bubble es una película estadounidense de 2005 dirigida por Steven Soderbergh. El filme se rodó con no más de 1,6 millones de dólares y por actores no profesionales.
Bubble es la primera de una serie de seis películas que Soderbergh ha manifestado que desea rodar de la misma manera.

## Sinopsis
Martha y Kyle, después de muchos años trabajando solos en una fábrica de muñecas, han llegado a ser buenos amigos pese a su diferencia de edad. Pero su rutinario trabajo se verá alterado por la llegada de Rose, una nueva empleada joven y atractiva.

## Reparto
- Debbie Doebereiner: Martha
- Omar Cowan: el padre de Martha
- Dustin James Ashley: Kyle
- Phyllis Workman: Bakery Shopkeeper
- Laurie Lee: la madre de Kyle
- Daniel R. Christian: el supervisor de la fábrica
- Misty Wilkins: Rose
- Madison Wilkins: Jesse
- K. Smith: Jake
- Decker Moody: Inspector Don Taylor
- Thomas R. Davis: Sergento Davis
- Ross Clegg: un experto de la Policía Científica
- Scott Smeeks: Oficial Smeeks
- M. Stephen Deem: el propietario de Pawn Shop
- Leonora K. Hornbeck: Tackle Shopkeeper
- Katherine Beaumier: la peluquera
- Joyce Brookhart: la sobrina de Martha

## Sobre la película
- Todos los actores de la película son no-profesionales. Por ejemplo, Debbie Doebereiner, quien interpreta Martha es directora general de un restaurante KFC; Dustin Ashley, que interpreta a Kyle, es estudiante de informática.
- Las verdaderas casas de los actores han servido de decorados durante el rodaje en su ciudad de  Parkersburg.
- Bubble  se distingue igualmente por su distribución particular. En efecto, es la primera película en Estados Unidos que fue distribuida de manera simultánea en las salas de cine, en DVD y en VOD. Algunos han visto un sencillo "golpe de marketing", otros han visto el comienzo de una nueva evolución de la industria cinematográfica. Soderbergh precisa sin embargo que este método era sobre todo destinado a luchar contra la piratería de la película.
- El director de fotografía Peter Andrews y la montadora Mary Ann Bernard no son otros que el mismo Steven Soderbergh, que a menudo utiliza estos seudónimos.
- El estreno tuvo lugar el 12 de enero de 2006 en Parkersburg, la ciudad donde se rodó la película.
- En 2006, Steven Soderbergh es nominado a los Premios Independent Spirit en la categoría de mejor director.